# 2015年大分県議会議員選挙
2015年大分県議会議員選挙（2015ねんおおいたけんぎかいぎいんきょ）は、大分県における議決機関の一つである大分県議会議員を改選するために行われた選挙である。第18回統一地方選挙の前半戦投票日である2015年4月12日に投票が行われた。

## 概要
大分県議会議員の任期4年が満了したことにともなって実施された選挙。今回の選挙は、同日選挙の大分県知事選挙が与野党対決型となったため注目を浴びた。

## 基礎データ
- 選挙事由：任期満了
- 選挙形態：地方議会議員選挙
- 告示日：2015年3月26日
- 投票日：2015年4月12日（大分県知事選挙の投票も同時実施）

## 選挙結果
4選を果たした広瀬勝貞を推薦した自公が過半数を得て、安定した県政運営を行うことになった。

## 当選者
自民党   公明党 
 社民党 
 民主党 
 共産党 
 維新の党 
 無所属 
| 大分市         | 衛藤博昭   | 麻生栄作 | 阿部英仁   | 木田昇     | 油布勝秀 |
| 大分市         | 吉岡美智子 | 平岩純子 | 河野成司   | 堤栄三     | 藤田正道 |
| 大分市         | 小嶋秀行   | 守永信幸 | 後藤慎太郎 |            |          |
| 別府市         | 嶋幸一     | 戸高賢史 | 荒金信生   | 吉冨英三郎 | 原田孝司 |
| 中津市         | 大友栄二   | 毛利正徳 | 馬場林     |            |          |
| 日田市         | 羽野武男   | 井上伸史 | 井上明夫   |            |          |
| 佐伯市         | 田中利明   | 桑原宏史 | 御手洗吉生 |            |          |
| 臼杵市         | 久原和弘   | 志村学   |            |            |          |
| 津久見市       | 古手川正治 |          |            |            |          |
| 竹田市         | 土居昌弘   |          |            |            |          |
| 豊後高田市     | 佐々木敏夫 |          |            |            |          |
| 杵築市         | 衛藤明和   |          |            |            |          |
| 宇佐市         | 末宗秀雄   | 尾島保彦 | 元吉俊博   |            |          |
| 豊後大野市     | 森誠一     | 玉田輝義 |            |            |          |
| 由布市         | 二ノ宮健治 | 近藤和義 |            |            |          |
| 国東市・姫島村 | 木付親次   |          |            |            |          |
| 日出町         | 三浦正臣   |          |            |            |          |
| 九重町・玖珠町 | 浜田洋     |          |            |            |          |